# فيليب جاي كورسو
فيليب جاي كورسو (بالإنجليزية: Philip J. Corso)‏ هو عسكري أمريكي، ولد في 22 مايو 1915 في California, Pennsylvania ‏ في الولايات المتحدة، وتوفي في 16 يوليو 1998 في جوبيتر في الولايات المتحدة.

## روابط خارجية
- فيليب جاي كورسو على موقع IMDb (الإنجليزية)